# Империи песка
«Империи песка» — исторический роман американского писателя Дэвида Болла. Впервые опубликован в 1998 году издательством Dell Publishing.

## Сюжет
Главная линия повествования — история двоюродных братьев Поля и Мишеля, выросших вместе в Париже. В первой части, чьё действие начинается в 1866 году и заканчивается четыре года спустя, их спокойную аристократическую жизнь нарушает франко-прусская война, закончившаяся крахом Франции. В результате Мишель, чье настоящее имя Мусса, вынужден бежать в Северную Африку на родину своей матери — дворянки из туарегов. Поль, в свою очередь, поступает на воинскую службу.
Вторая часть начинается в 1876 году. К этому времени Мусса стал членом племени туарегов, а Поль — лейтенантом французской армии. Через десять лет они вновь встречаются в Сахаре, где оказываются по разные стороны противоборствующих сторон: Поль, дослужившийся до лейтенанта, ведёт в пустыню французскую колониальную экспедицию. Колонизации противостоят туареги. События имеют под собой историческую основу: речь идёт об экспедиции 1881 года Поля Флаттерса, которая ставила целью исследовать путь для возможной прокладки железной дороги из Алжира в Судан. Его отряд атаковали туареги, убившие и самого Флаттерса, и всех французских участников экспедиции.